# 小高城
小高城（おだかじょう）は、福島県南相馬市小高区（令制国下：陸奥国行方郡小高）にあった日本の城（平山城）。別名「紅梅山浮船城」。福島県指定史跡。

## 歴史

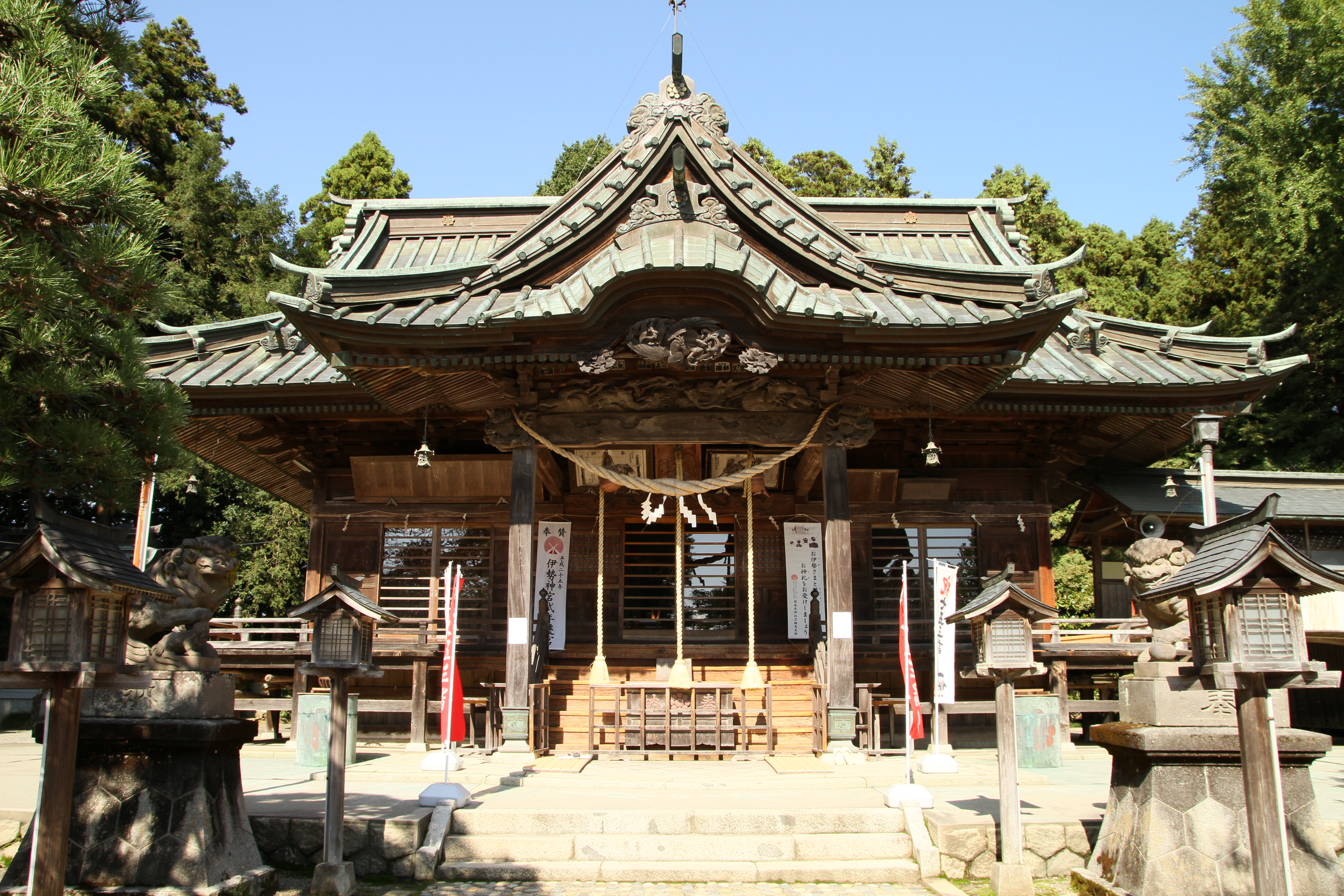
小高神社拝殿

南北朝時代に、北畠顕家率いる南朝の軍勢に対応する為に建設され、建武政府下の1336年に攻められ一度陥落している。翌年1337年に城を奪還してからは、第16代当主相馬義胤が本城を牛越城や中村城に移転するまで、約260年間に亘って相馬氏の居城であった。
城の北東から伸びる比高10メートルほどの丘陵の頸部を堀切で切る形で城を作り、城の南を流れる小高川を外堀としている。城の西から北にかけては水田が巡っており、堀であったと想定される。このように三面を水域と湿地で囲まれていたため、浮船城と呼ばれていたという。現在は城の東に弁天池と呼ばれる堀跡が残っている。
大手は東側で、現在作られている南側の参道は遺構とは無関係である。城の一部に土塁跡が残り、特に神社裏・北面の保存状況が良い。
城の規模は小さく、主郭以外の曲輪は小さく未発達であるため、実戦向きとは言い難い。防御力の低さを補う為に、付近の丘陵に複数の出城があったといわれており、この城地の狭さゆえであると思われる。
相馬氏が小高を本拠地にした要因は、南隣の岩城氏（本拠地：四倉、飯野平）を牽制する目的であった。ところが、北隣の伊達氏（本拠地：米沢、岩出山）との抗争が激化すると、相馬氏は中村に城代を置いて伊達氏と睨み合った。
1600年の関ヶ原の戦いでは、相馬氏は佐竹氏（本拠地：常陸太田、水戸）に与した為に、関ヶ原の結果として領地を没収された。しかし、伊達政宗が相馬義胤を擁護して徳川幕府を説得した為に、相馬義胤は旧領である浜通り夜ノ森以北への復帰を果たし、1611年には本拠地を城代所在地であった中村城に完全移転して、中村藩を立てた。この本拠地移転も、この小高城の狭さゆえであると思われる。
現在は本丸跡の平場に相馬氏の守護神である天之御中主神を祀る相馬小高神社が建っており、相馬野馬追祭りの時に、裸馬を素手で取り押さえ神社に奉納する「野馬懸け」の場所として知られている。
城跡は1958年（昭和33年）8月1日付けで福島県の史跡に指定された。
なお、茨城県行方市麻生にも同名の「小高城跡」が存在するが、こちらは行方宗幹の子太郎定幹によって築かれた。

## アクセス
- 常磐線小高駅から山側へ進む。